# Stephen Scott (pianiste)
Pour les articles homonymes, voir Scott.
Stephen Scott (né en 1969 à New York) est un pianiste américain de jazz.

## Carrière musicale
Il commence à jouer très jeune au piano et ses capacités lui permettent à 12 ans de prendre des cours particuliers à l'école privée Juilliard School à New York. Ayant principalement reçu une formation classique au piano, il est tout de même influencé dans sa jeunesse par d'autres musiques comme le reggae ou la salsa. Scott découvre réellement le jazz au lycée et participe en 1988 à l'enregistrement de l'album Look What I Got de la chanteuse jazz Betty Carter. Il enchaîne ensuite plusieurs enregistrements dont un album du trompettiste Roy Hargrove en 1990 aux côtés du trompettiste Wynton Marsalis.
Scott enregistre un premier album remarqué en tant que leader en 1991 pour le label Verve, accompagné par des musiciens de talent tels que Roy Hargrove et le saxophoniste Joe Henderson. L'année suivante il participe à l'album Lush Life: The Music of Billy Strayhorn de Henderson dont le morceau éponyme est récompensé par un Grammy Awards et enregistre un second album en leader pour Verve cette année-là. Au cours des années 1990 et 2000 il collabore aux enregistrements d'albums de différents musiciens, en particulier le contrebassiste Ron Carter et le saxophoniste ténor Sonny Rollins.
À propos de son style, Richard S. Ginell écrit sur AllMusic que Scott « propose une technique formidable », qu'il compare à celle de musiciens comme Ahmad Jamal, Wynton Kelly, Bud Powell ou encore McCoy Tyner. Sur son album Beautiful Thing (1996), il a aussi démontré sur quelques morceaux sa volonté à sortir d'un style plus classique pour celui davantage jazz-soul ou latin.

## Discographie
En leader (partielle)
| Enregistrement | Nom de l'album        | Label et notes.              |
| -------------- | --------------------- | ---------------------------- |
| 1991           | Something to Consider | Verve Records. Album studio. |
| 1992           | Aminah's Dream        | Verve Records. Album studio. |
| 1994           | Renaissance           | PolyGram. Album studio.      |
| 1996           | Beautiful Thing       | Verve Records. Album studio. |
| 2006           | Vision Quest          | Enja Records. Album studio   |

 Collaborations (partielle)
| Enregistrement | Leader              | Nom de l'album                            | Label et notes. |
| -------------- | ------------------- | ----------------------------------------- | --- |
| 1988           | Betty Carter        | Look What I Got                           | Verve Records. Album studio. Grammy Awards pour l'album en 1988 dans la catégorie Best Jazz Vocal Performance, Female                         |
| 1989           | The Harper Brothers | Remembrance: Live at the Village Vanguard | Polydor. Album live. |
| 1990           | Roy Hargrove        | Public Eye                                | Novus. |
| 1991-92        | Charles Fambrough   | The Charmer                               | CTI Records. Album studio. |
| 1992           | Joe Henderson       | Lush Life: The Music of Billy Strayhorn   | Verve Records. Album studio. Grammy Awards pour le morceau Lush Life en 1992 dans la catégorie Best Jazz Instrumental Performance, Soloist    |
| 1992           | Ron Carter          | Friends                                   | Blue Note Records. |
| 1995           | Roy Hargrove        | Parker's Mood                             | PolyGram. |
| 1995           | Sonny Rollins       | Sonny Rollins +3                          | Milestone Records. |
| 1996           | Frank Foster        | Leo Rising                                | Arabesque. |
| 1996           | Steve Turre         | Steve Turre                               | Verve Records. |
| 1997           | Ron Carter          | Bass and I                                | Blue Note Records. |
| 1998           | Sonny Rollins       | Global Warming                            | Milestone Records. Album studio. |
| 1997           | Ron Carter          | Orfeu                                     | Blue Note Records. |
| 1999           | Justin Robinson     | The Challenge                             | Arabesque Records. Album studio. |
| 2000           | Sonny Rollins       | This Is What I Do                         | Milestone Records. Album studio. Grammy Awards pour l'album en 2000 dans la catégorie Best Instrumental Jazz Performance, Individual or Group |
| 2000           | Ron Carter          | When Skies Are Grey                       | Blue Note Records. |
| 2001           | Sonny Rollins       | Without a Song: The 9/11 Concert          | Milestone Records. Album live. Grammy Awards pour le morceau Why was I Born? en 2005 dans la catégorie Best Jazz Instrumental Solo            |
| 2006           | Ron Carter          | Dear Miles                                | EMI. |
| 2007           | Clifton Anderson    | Decade                                    | EmArcy Records. |
| 2008           | Ron Carter          | Jazz and Bossa                            | Blue Note Records. |
| 1980-2007      | Sonny Rollins       | Road Shows, Vol. 1                        | EmArcy Records. Album live. |